# Alypia maccullochii
Alypia maccullochii är en fjärilsart som beskrevs av Kirby 1837. Alypia maccullochii ingår i släktet Alypia och familjen nattflyn. Inga underarter finns listade i Catalogue of Life.